# Alan Hansen
Alan David Hansen MBE (Clackmannanshire, 13 de junho de 1955) é um ex-futebolista escocês e comentarista de futebol da BBC. Ele jogou como zagueiro no Partick Thistle, no Liverpool no final dos anos 70 e 80 e pela Seleção Escocesa.
Como comentarista de futebol, Hansen é conhecido por suas opiniões sinceras, particularmente no desempenho defensivo das equipes, frequentemente criticando o que ele acredita ser uma defesa "diabólica" ou "chocante".

## Vida
Hansen nasceu em Clackmannanshire, na Escócia, frequentou a Lornshill Academy e torcia para o Rangers. Aos 15 anos, Hansen sofreu um acidente e teve 27 pontos em sua cabeça e ainda ficou com uma grande cicatriz na testa.
Hansen parou de jogar futebol entre as idades de 15 e 17 anos e se concentrou em jogar golfe, com aspirações de se tornar profissional. Seu pai e irmão queriam que Hansen jogasse futebol, então ele aceitou a oferta de fazer um teste no Hibernian aos 17 anos. Eddie Turnbull, treinador do Hibernian, ofereceu a Hansen um contrato profissional, mas ele recusou porque isso o impediria de jogar golfe profissionalmente.

## Carreira

### Sauchie Juniors
Alan Hansen jogou nas divisões de base (junto com seu irmão John) no Sauchie Juniors de Clackmannanshire.

### Partick Thistle
Hansen recusou a oportunidade de estudar na Universidade de Aberdeen, a fim de se juntar ao irmão mais velho, John, no Partick Thistle. Durante o verão, ele trabalhou por seis semanas nos escritórios do Seguro Geral de Acidentes - o que ele odiou. Como reserva, Hansen participou da final da Copa da Liga Escocesa de 1971 vendo o Partick Thistle, que incluía seu irmão John, criar um das maiores surpresas do futebol escocês ao derrotar o Celtic por 4 a 1 no Hampden Park.
Quando entrou no time titular do Thistle, Hansen foi visto por vários clubes, incluindo o Liverpool de Bob Paisley. Na temporada 1975-76, Hansen jogou 21 vezes quando Thistle venceu a Segunda Divisão.
No final da temporada seguinte, Hansen fez 35 jogos na equipe, antes de ir para o Liverpool em 5 de maio de 1977. Depois de chegar a Anfield, o apelido que ele detestava por anos ("Stretch") foi esquecido e um novo apelido "Jockey" nasceu.

### Liverpool
Ele fez sua estréia no Liverpool em 24 de setembro de 1977 em uma partida da Liga em Anfield contra o Derby County. Hansen fez seu primeiro gol no mês seguinte, em 19 de outubro, durante uma partida da Liga dos Campeões em Anfield contra o Dynamo Dresden.
Hansen foi colocado na equipe titular esporadicamente ao longo da temporada. Ele não estava no time que perdeu a final da Copa da Liga Inglesa em 1978 para Nottingham Forest, mas foi selecionado para o time do Liverpool que jogou a final da Liga dos Campeões de 1978 por 1 a 0 contra o Brugges no Wembley. Hansen jogou 18 jogos na Primeira Divisão naquela temporada e o Liverpool terminou em segundo lugar.
Na temporada 1978-79, Hansen se tornou uma peça regular na equipe que conquistou o título da liga. Quando o capitão do clube, Emlyn Hughes, foi vendido ao Wolves, Hansen tornou-se o zagueiro central titular e o domínio do Liverpool no futebol continuou na temporada 1979-80 com outro título da liga.
Na temporada 1980-81, o Liverpool venceu dois troféus, mas não conquistou o terceiro título consecutivo da liga. O Liverpool venceu sua primeira Copa da Liga em 1981, derrotando o West Ham United por 2 a 1. Hansen também conquistou sua segunda medalha na Liga dos Campeões em 1981, com o Liverpool derrotando o Real Madrid por 1 a 0 no Parc des Princes em Paris.
O título da liga retornou a Anfield na temporada 1981/82 e o Liverpool também manteve a Copa da Liga em 1982 com uma vitória por 3 a 1 sobre o Tottenham Hotspur, embora Hansen não tenha jogado esse jogo devido a uma contusão.
Na temporada 1982-1983, o Liverpool mais uma vez levou o título da liga e manteve a Taça da Liga derrotando o Manchester United por 2-1. O técnico, Bob Paisley, que contratou  Hansen em 1977, se aposentou no final da temporada 1982-83 e foi substituído por Joe Fagan.
Na temporada 1983-84, o Liverpool completou uma série de troféus na primeira temporada de Fagan como treinador, vencendo o campeonato, a Copa da Liga e a Liga dos Campeões. O Liverpool chegou à final da Copa Européia de 1984 contra o Roma e venceu na disputa de pênaltis diante de uma multidão de 69 mil pessoas no Stadio Olimpico.
O Liverpool não ganhou um troféu na temporada 1984-85 e foi banido de todas as competições européias após a final da Liga dos Campeões de 1985 contra a Juventus em Heysel, que teve a Tragédia de Heysel que resultou na morte de 39 pessoas. Fãs da Juventus. Hansen nunca mais jogaria uma partida em competições europeias.
O treinador, Joe Fagan, se aposentou após o desastre de Heysel, e Kenny Dalglish foi indicado como jogador-treinador. Ele deu a capitania a Hansen e a temporada terminou em triunfo com os títulos da Liga e da Taça de Inglaterra. Hansen levantou ambos os troféus como capitão e ganhou sua primeira medalha de vencedor da FA Cup..
O Liverpool não conseguiu conquistar um troféu na temporada 1986-87, perdendo a final da Copa da Liga em Wembley para o Arsenal por 2 a 1. Na temporada 1987-1988, eles perderam apenas duas vezes na liga, ganhando o título com Hansen como capitão. O Liverpool também chegou à final da FA Cup, mas perderam para o Wimbledon em uma das maiores surpresas.
Hansen ficou restrito a apenas seis jogos no campeonato na temporada 1988-89, como resultado de uma lesão no joelho esquerdo. Hansen jogou na final da Copa da Inglaterra de 1989 em Wembley, que o Liverpool venceu o Everton por 3 a 2, embora Hansen não tenha erguido o troféu como capitão. A honra foi dada ao companheiro de equipe Ronnie Whelan, que havia se destacado na ausência de Hansen e manteve o papel mesmo depois que ele voltou.
Hansen fez mais aparições na temporada seguinte, mas seus persistentes problemas no joelho continuaram a afetar sua forma física, embora ele ainda capitaneou o Liverpool para outro título da Liga.
Hansen não conseguiu jogar em nenhum jogo competitivo durante a temporada 1990-91 e se aposentou em março de 1991, um mês depois de Kenny Dalglish ter renunciado como treinador.
Na carreira de Hansen no Liverpool, ele ganhou no total: 8 títulos da liga, 3 títulos da Liga dos Campeões, 2 Copas da Inglaterra e 4 Copas da Liga.

### Seleção Escocesa
Hansen fez sua estréia pela Escócia em 19 de maio de 1979 contra o País de Gales no Ninian Park em Cardiff. O treinador da Escócia, Jock Stein, estreou-se com quatro jogadores escoceses naquele dia - George Burley, John Wark, Paul Hegarty e Hansen.
Hansen jogou pela Escócia na Copa do Mundo de 1982 na Espanha. A equipe não conseguiu progredir além da fase de grupos.
Alex Ferguson que assumiu o comando da seleção após a morte súbita de Jock Stein, não convocou Hansen para a Copa do Mundo de 1986 no México. Hansen discordou da decisão, pois sentiu que a sua forma na temporada 1985/86 era ótima.

## Comentarista
A Sky Television empregou Hansen e logo ele se estabeleceu como um excelente comentarista. Logo após, ele começou a trabalhar para a BBC.
Hansen foi contratado por 22 anos como o principal comentarista da cobertura de futebol da BBC e era conhecido como um analista calmo, autoritário e racional. Ele também é colunista do Daily Telegraph, Telegraph.co.uk e do site da BBC.
Em maio de 2013, foi relatado que o contrato da Hansen com a BBC expiraria após a Copa do Mundo de 2014. Em 5 de setembro de 2013, Hansen anunciou que se aposentaria como comentarista após a Copa do Mundo de 2014.

## Títulos
Partick Thistle
- Scottish Championship: 1975–76

Liverpool
- Football League First Division: 1978–79, 1979–80, 1981–82, 1982–83, 1983–84, 1985–86, 1987–88, 1989–90
- Copa da Inglaterra: 1985–86, 1988–89
- Copa da Liga Inglesa: 1980–81, 1982–83, 1983–84
- Football League Super Cup: 1985–86
- Supercopa da Inglaterra: 1979, 1981, 1982, 1986, 1989
- Supercopa da UEFA: 1977
- Liga dos Campeões da UEFA: 1977–78, 1980–81, 1983–84

### Prêmios individuais
- Equipe do Ano PFA da Football League First Division: 1981–82, 1982–83, 1983–84, 1986–87, 1987–88, 1989–90
- Hall da Fama do Futebol Inglês: 2006
- Hall da Fama do Futebol Escocês: 2007
- Football League 100 Legends
- Equipe do Século PFA (1907–2007)
  - Equipe do Século PFA (1977–1996)